# ميري ميلوديز

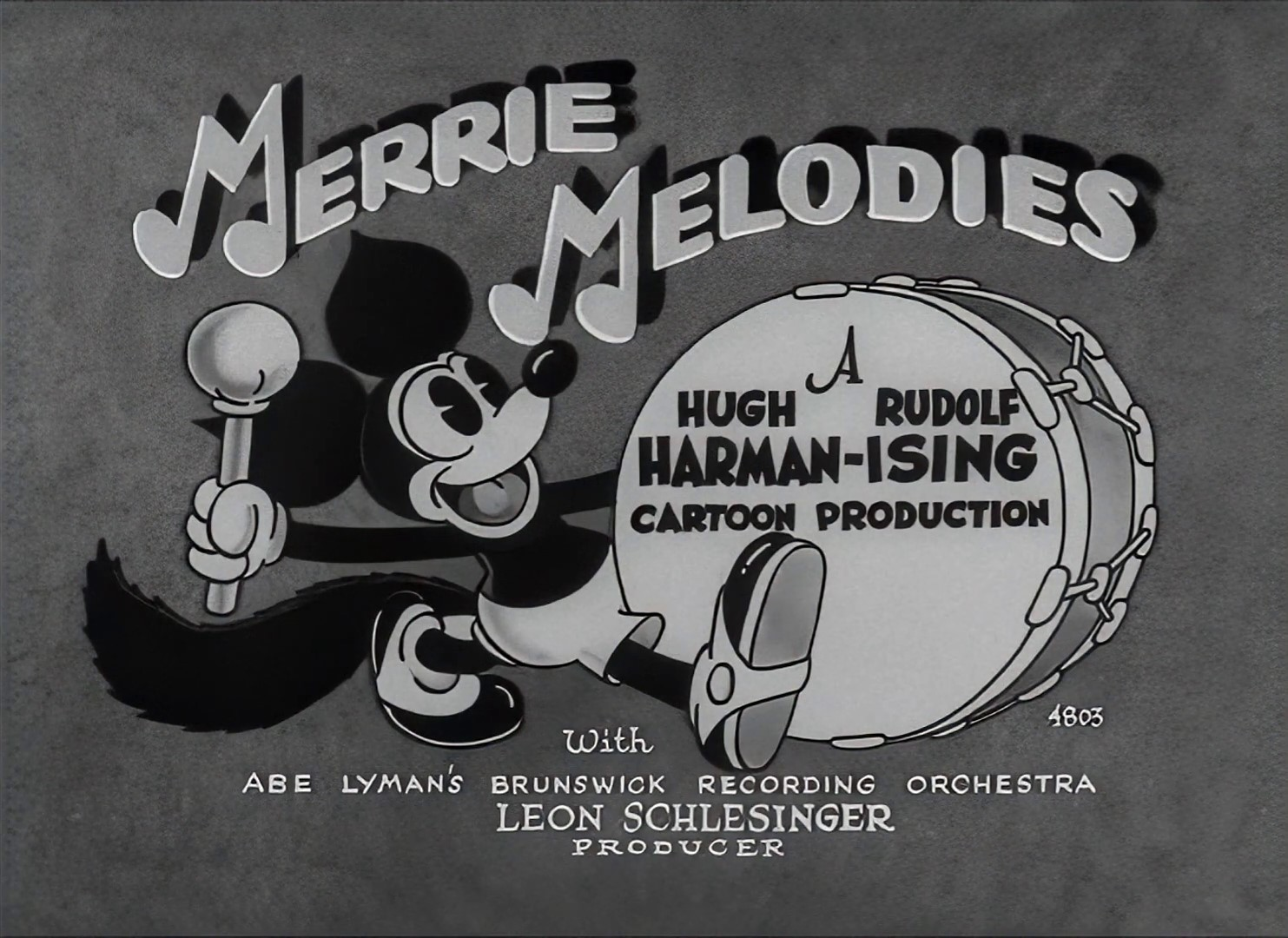
بطاقة كلاسيكية من عام 1931 يتواجد فيها شخصية «فوكسي» أثناء فترة إنتاج هارمان-أيزينغ

ميري ميلوديز (بالإنجليزية: Merrie Melodies)‏ هو اسم سلسلة الرسوم المتحركة لوارنر براذرز والتي بدأت من عام 1931 إلى 1969. بدأ إنتاجها في هارمن-أيزينغ بيكشرز، ثم تولت ليون شليسنجر برودكشنز الإنتاج من العام 1933 إلى 1944، في 1944 بيعت شركة شليسنجر إلى وارنر براذرز ليبدأ قسم وارنر براذرز كارتونز بالإنتاج حتى 1963، ثم تعاقدت وارنر براذرز مع ديباتي-فريلينغ إنتربرايزس لتكملة الإنتاج من 1964 حتى 1967، ليعود قسم وارنر براذرز للرسوم المتحركة (التابعة لوارنر براذرز-سيفن آرتس) للإنتاج سنتين أخيرتين.

## تاريخ
بعد نجاح أول عرض لووني تونز، قرر المنتج ليون شليسنجر بيع سلسلة شقيقة إلى وارنر براذرز، كان هدفه منها إنتاج رسوم متحركة تحوي موسيقى مكتبة وارنر براذرز الصوتية قد تخدم الشركة في ترويج تسجيلاتها الموسيقية، وافقت الشركة ليبدأ شليسنجر بالعمل. تعود فكرة ميري ميلوديز لمحاولة فاشلة باسم سبووني ميلوديز، حيث تم استخدام التمثيل البشري الحي مرافقا بموسيقى أشهر الأغاني في ذلك العصر.
بدأ هارمن وآيزينغ بإنتاج أول عرض من ميري ميلوديز، باسم ليدي، بلا يور ماندولن! (1931)، قدم آيزينغ شخصيات متعددة في عروضه، مثل بيغي، فوكسي، وغووبي غير، استمرت السلسلة بدون إعادة تكرار للشخصيات، عندما غادر هارمن وآيزينغ شركة وارنر، أخذا كل حقوق الرسوم المتحركة وشخصياتها التي أنتجاها، فاوض شليسنجر الاثنين للإبقاء على اسم ميري ميلوديز وشعار لوحة النهاية «سو لونغ، فوكس! So Long, Folks!». في 1934 أنتج شليسنجر أولى عروض السلسلة بالألوان هونيموون هوتيل وبيوتي آند ذا بيست بتقنية ساينكولر (حيث كانت ديزني محتكرة تقنية تيكنيكولر)، النجاح الكبير للعرضين دفع شليسنجر لمتابعة إنتاج السلسلة بالألوان، فيما استمرت لووني تونز بالأبيض والأسود حتى 1943.
في عام 1936 تم اعتماد شعار «ذاتس أوول فوكس! That's All Folks!» المستخدم من قبل لووني تونز، بينما تم إسقاط الشعار الأصلي لميري ميلوديز، وفي العام نفسه، استخدمت لوحات الدوائر في مقدمة ونهاية العرض، بينما لم تستخدم لووني تونز هذه اللوحات إلا في 1942، وبدوائر اسمك.
في بداية الأمر، كانت ميري ميلوديز تضم على الأقل مقطع أوركسترا واحد من مكتبة وارنر، وأن تكون معزوفة من قبل أناس معروفين مهما كان الأمر متاحا، إلا أنه سرعان ما تم تجاهل هذا الأسلوب، وتصبح السلسلة مشابهة لشقيقتها لووني تونز في أواخر الثلاثينات. إضافة إلى ذلك، كثير من الشخصيات تم استخدامها بشكل حصري في ميري ميلوديز مثل إيغهيد (الذي عرف لاحقا باسم إلمر فاد)، إنكي، سنفلز، وحتى أشهر شخصيات وارنر براذرز باغز باني. في عام 1942 بدأ شليسنجر بإنتاج لووني تونز بالألوان، وأصبحت السلسلتين متشابهتين في كل شيء ما عدا المقدمة والنهاية، إضافة إلى ذلك تشاركت السلسلتين الشخصيات بعد أن كان بعضها مقتصرا على واحدة دون الأخرى.
في عام 1942، كانت موسيقى لووني تونز هي ذا ميري-غو-راوند بروك داون تأليف كليف فريند ودايف فرانكلين، بينما كانت موسيقى ميري ميلوديز متبناة من موسيقى تشارلز توبياس، موراي منشر وإدي كنتور ميرلي وي رول ألونغ، هذا استمر حتى عام 1964 عندما تم استخدام رمز وارنر براذرز أكثر حداثة، وتوحدت السلسلتين في المقدمة بموسيقى ذا ميري-غو-راوند بروك داون. ومع تقدم الإنتاج باستخدام الألوان الكاملة، لم يقم الرسامون بأي ابتكار يميز سلسلة عن أخرى، كما صرح فريز فريلينغ في مقابلة.
آخر كارتون قامت وارنر براذرز بتوزيعه كان فيلم ميري ميلوديز باسم إنجن تروبل، في 1969.

### بلو ريبون
في أواخر 1943، بدأت وارنر براذرز في محاولة لتخفيف التكاليف بإعادة إصدار العروض الملونة في برنامج جديد سمي «بالوسام الأزرق بلو ريبون»، حيث تم تعديل مقدمة ونهاية العرض، فيبدأ بلوحة درع WB ثم يتم الانتقال إلى لوحة بلو ريبون التي تعرض الوسام الأزرق وتمثال جائزة، يتبع ذلك عنوان الكارتون. هذه اللوحة قامت باختصار لوحات أسماء المشاركين في الإنتاج، وكذلك غيرت لوحة النهاية. هذا التعديل تم تطبيقه مباشرة على شريط المكون الأصلي النيجاتيف، ويمكن مشاهدته في التلفزيون هذه الأيام. البرنامج قام بتعديل عناوين بعض العروض، مثل كارتون أ وايلد هير تم تغييره إلى ذا وايلد هير.
إضافة للمقدمات، تم تعديل عناصر أخرى، فعروض لووني تونز الملونة التي تنتهي بلوحة بوركي بيغ يخرج من طبلة قائلا «ذا-ذا-ذا-ذاتس أوول فوكس!»، تم استبدالها بلوحة ميري ميلوديز الختامية وفيها يتم كتابة "That's All Folks!" نصا.
بالمقابل، عملية إعادة الإصدار في الأعوام بعد التي تلت عام 1944 لعروض ميري ميلوديز المنتجة من 1936 إلى 1941 احتفظت بموسيقى النهاية الخاصة بها (مع بعض الاستثناءات، بينما تم تغيير اللوحة النهائية في طريقة يفهم منها محو أي ذكر لشركة ليون شليسنجر).
في مجموعة عروض DVD حاولت وارنر براذرز استعادة كافة النسخ الأصلية بدلا من نسخ بلو ريبون، واستعانت بالمكونات الأصلية من أرشيف مكتبة جامعة كاليفورنيا لوس أنجلوس، وبالرغم من ذلك فقد تم الاكتفاء بنسخ بلو ريبون بعد فقدان النسخ الأصلية لبعض العروض، إلا أن ذلك لم يمنع من استعادة اللوحات النهائية لها.

## اقرأ أيضا
- لووني تونز

## وصلات خارجية
- قاعدة بيانات ميري ميلوديز